# 空想生活
空想生活（くうそうせいかつ、現Cuusoo）は、株式会社CUUSOO SYSTEM（くうそうシステム、CUUSOO SYSTEM CO., LTD.）が運用する商品開発コミュニティサイトである。デザイナーが提案した商品に対しユーザーの予約を開発前に集め、一定の票を集めたもののみが実際に商品化される、DTOと呼ばれる手法を特徴とする。
また空想生活が提供した予約販売プラットフォームは、予約販売型クラウドファンディングと言われるものである。

## 歴史
- 1997年11月 西山浩平と枡本洋典によってエレファントデザイン株式会社（elephant design co., ltd.）が創業される
- 1998年 空想生活の前身となるネットコミュニティ事業が西山浩平によって開始される。その後、空想家電としてサービス開始。
- 2001年 家電以外のユーザーのニーズにこたえるために空想生活に改称。
- 2007年3月 良品計画(MUJI)と無印良品の商品をユーザーがカスタマイズし、人数が集まったら商品化するコミュニティサイト、空想無印が開始。
- 2008年11月 デンマークの玩具メーカーLEGO社と『Lego Cuusoo』が開始。
- 2010年3月 空想無印のサービス終了。
- 2011年4月 エレファントデザインから会社分割で株式会社CUUSOO SYSTEM設立
- 2011年10月27日 兄弟サイトとして漫画『チーズスイートホーム』9巻のおまけを空想する『チーズスイートラボ』が開始。
- 2014年4月 Lego CuusooをLEGO社へ売却。事業はLego_Ideasへと名称変更。

## 特徴
メーカーが利益確保などの観点から開発を躊躇する商品でも、デザイナーがユーザーの予約を集めることによって説得力を増し、メーカーへの説得力を持たせた提案ができるようする手法を用いる。これにより、大衆的には受け入れられにくいが一定の人々からそのデザインや機能性に評価を受ける商品の開発が行われる。
店頭で購入できないものをインターネットに入力しておくことでデザイナーがデザイン、メーカーが商品化してくれる可能性を開けてくれるところに意義があるものの、参加者が閾値を越えないとこれは現実的な解になり得ない。一方で、メーカーからの下請け的な仕事をもらう代わりに直接市場に働きかけて予約を集めることを可能にしているという意味で、デザイナーの職能を進化させているとされる。

## 事例
片山正道によるCIGARRO PCなどが空想生活によって商品化された物として知られている。
この他、Klein Dytham ArchitectureによるコンパクトIHや小泉誠によるウインドーラジエーターが商品化されている。
DTOを手法として活用した事例としては無印良品のネットコミュニティがある。無印良品の顧客の声を基に、商品開発プロジェクトが2001年より開始され、これまでに、持ち運びのできるあかり、体にフィットするソファ、壁棚などが商品化され、店舗で通常の商品として扱われるようになっている。

## 競合
同様のサービスは、ツールキット提供型、アイテム特化型、コンサルティング型に大別される。空想生活、たのみこむ、instructablesがツールキット提供型として、Threadless (en:Threadless)、復刊ドットコムなどがアイテム特化型、そして、HYVEがコンサルティング型に該当する。

## 受賞歴
2000年には新領域部門でグッドデザイン賞を受賞した。

## テレビ番組
- 日経スペシャル ガイアの夜明け “空想”からヒットを生め～突破口は“常識からの脱却”～（2009年2月17日、テレビ東京）[1]。- 業界の非常識の宝庫を取材。